# Spirembolus oreinoides
Spirembolus oreinoides là một loài nhện trong họ Linyphiidae.
Loài này thuộc chi Spirembolus. Spirembolus oreinoides được Ralph Vary Chamberlin miêu tả năm 1949.